# Felice Orlandi
Felice Antonio Orlandi, noto semplicemente come Felice Orlandi (Avezzano, 18 settembre 1925 – Burbank, 21 maggio 2003), è stato un attore statunitense di origine italiana.

## Biografia
Felice Antonio Orlandi nacque ad Avezzano, in provincia dell'Aquila, il 18 settembre del 1925. Da bambino si  trasferì a Cleveland, in Ohio, dove acquisì la cittadinanza americana. Qui iniziò gli studi di recitazione che gli consentirono di avvicinarsi sin da subito al teatro. Debuttò nel Romeo e Giulietta diretto da Peter Glenville a Broadway il 10 marzo del 1951. A Pittsburgh, in Pennsylvania, frequentò la prestigiosa Carnegie Tech. 
Dopo alcune parti in commedie teatrali, ottenne il primo importante ruolo  cinematografico ne Il bacio dell'assassino (1955). Raggiunse la popolarità grazie al film Bullitt (1968). Interpretò altri ruoli con successo, lavorando al fianco di importanti attori come Steve McQueen, Humphrey Bogart, Jane Fonda, Eddie Murphy, Charles Bronson, Frank Silvera e Rod Steiger. Nel 1953 sposò l'attrice Alice Ghostley. Morì all'età di 77 anni il 21 maggio del 2003, a Burbank in California.

### Carriera
La carriera dell'attore ebbe inizio nel 1951 quando partecipò al Romeo e Giulietta diretto da Glenville. Nello stesso anno fu uno dei protagonisti della commedia Idiot's Delight. Dopo tre anni apparve in The Girl on the Via Flaminia, un'importante produzione di Broadway.
Nel 1955 ottenne il primo successo cinematografico grazie al film Il bacio dell'assassino, diretto da Stanley Kubrick. Nello stesso anno apparve in All in one, una lunga produzione teatrale composta da una serie di spettacoli. Nel 1958 interpretò Bert nel film Autopsia di un gangster. Due anni dopo sarà "The Pusher" nell'omonimo film di Gene Milford. Nel 1963 e nel 1965  apparve rispettivamente nel musical Brigadoon e in Diamond Orchid. Tra il 1966 e il 1968 accanto a Robert Conrad partecipò a due episodi della serie Selvaggio west. Il successo a Hollywood arrivò nel 1968 con il film Bullitt, diretto da Peter Yates, in cui interpretò la parte di Albert Renick. 
Nel 1969 fece parte del cast di Non si uccidono così anche i cavalli?, film diretto da Sydney Pollack.
Nel 1976 partecipò alla serie televisiva La squadriglia delle pecore nere. Nel 1980 fu Mr. Reddick, un piccolo ruolo ne I cavalieri dalle lunghe ombre, film diretto da Walter Hill, regista con cui lavorò in altre importanti pellicole tra il 1975 e il 1990.

## Filmografia parziale

### Cinema
- Il bacio dell'assassino (Killer's Kiss), regia di Stanley Kubrick (1955)
- Il colosso d'argilla (The Harder They Fall), regia di Mark Robson (1956)
- Autopsia di un gangster (Never Love a Stranger), regia di Robert Stevens (1958)
- The Pusher, diretto da Gene Milford (1960)
- Bullitt, regia di Peter Yates (1968)
- Non si uccidono così anche i cavalli? (They Shoot Horses, Don't They?), regia di Sydney Pollack (1969)
- Comma 22 (Catch-22), regia di Mike Nichols (1970)
- Funerale a Los Angeles (Un homme est mort), regia di Jacques Deray (1972)
- Organizzazione crimini (The Outfit), regia di John Flynn (1973)
- L'eroe della strada (Hard Times), regia di Walter Hill (1975)
- Driver l'imprendibile (The Driver), regia di Walter Hill (1978)
- I cavalieri dalle lunghe ombre (The Long Riders), regia di Walter Hill (1980)
- Hit List - Il primo della lista (Hit List), regia di William Lustig (1989)
- Ancora 48 ore (Another 48 Hrs.), regia di Walter Hill (1990)

### Televisione
- La legge di Burke (Burke's Law) – serie TV, episodio 3x10 (1965)
- The Wackiest Ship in the Army – serie TV, episodio 1x28 (1966)
- Gli eroi di Hogan (Hogan's Heroes) – serie TV (1967)
- I sentieri del west (The Road West) – serie TV, episodio 1x28 (1967)
- Capitan Nice (Captain Nice) – serie TV, episodio 1x08 (1967)
- Selvaggio west (The Wild Wild West) – serie TV, episodio 3x23 (1968)
- Gunsmoke – serie TV, episodio 13x22 (1968)
- Ai confini dell'Arizona (The High Chaparral) – serie TV, episodio 3x26 (1970)
- F.B.I. (The F.B.I.) – serie TV (1970)
- Missione impossibile (Mission: Impossible) – serie TV (1970-1971)
- Onora il padre (Honor Thy Father), regia di Paul Wendkos (1973)
- The New Perry Mason (The New Adventures of Perry Mason) (1973)
- L'uomo da sei milioni di dollari (The Six Million Dollar Man) – serie TV (1974)
- Petrocelli – serie TV  (1974)
- Le strade di San Francisco (The Streets of San Francisco) – serie TV (1972-1975)
- Insight – serie TV  (1973-1975)
- Sulle strade della California (Police Story) – serie TV (1973-1975)
- La squadriglia delle pecore nere (Baa Baa Black Sheep) – serie TV (1976)
- La donna bionica (The Bionic Woman) – serie TV (1977)
- Switch – serie TV (1978)
- Fugitive Family, direttore esecutivo Paul Krasny (1980)
- L'uomo di Singapore (Bring 'Em Back Alive), produzione di Frank Cardea, George Schenck (1982)
- Il principe delle stelle (The Powers of Matthew Star), produzione di Steven E. de Souza (1983)
- Hill Street giorno e notte (Hill Street Blues) – serie TV (1984)
- Un salto nel buio (Tales from the Darkside), di George A. Romero - serie TV, episodio 2x06 (1985)
- Santa Barbara – soap opera (1988)
- The Neon Empire, regia di Larry Peerce (1991)

## Teatro
- Romeo e Giulietta, regia di Peter Glenville (1951)
- Idiot's Delight, commedia scritta da Robert E. Sherwood (1951)
- The Girl on the Via Flaminia (La ragazza della Via Flaminia), commedia scritta da Alfred Hayes (1954)
- All in one, regia di David Brooke (1955)
- Brigadoon, musical (1963)
- Diamond Orchid, commedia teatrale (1965)

## Doppiatori italiani
Nelle versioni in italiano delle opere in cui ha recitato, Felice Orlandi è stato doppiato da:
- Elio Zamuto in Organizzazione crimini
- Luciano De Ambrosis in Driver l'imprendibile
- Bruno Alessandro ne I cavalieri dalle lunghe ombre